# Copa ACLAV 2016
La Copa ACLAV 2016 es la duodécima edición de la segunda competencia nacional más importante a nivel de clubes de vóley masculino en la Argentina. Comenzó el 27 de octubre y terminó el 21 de diciembre.
Los cuatro semifinalistas de esta edición son Alianza Jesús María, Obras de San Juan, Lomas Vóley y Personal Bolívar.
La fase final se jugó en el Polideportivo Roberto Pando del club San Lorenzo de Almagro, en la ciudad de Buenos Aires. Por el tercer puesto Obras UDAP derrotó a Personal Bolívar por 3 a 1. En la final Lomas Vóley venció por 3 a 0 a Alianza Jesús María obteniendo así su primer título.

## Equipos participantes
| Club                | Localidad                     |
| ------------------- | ----------------------------- |
| Alianza Jesús María | Jesús María, Córdoba          |
| Ciudad Vóley        | Ciudad de Buenos Aires        |
| Deportivo Morón     | Morón, Buenos Aires           |
| Gigantes del Sur    | Neuquén, Neuquén              |
| Lomas Vóley         | Lomas de Zamora, Buenos Aires |
| Obras UDAP          | San Juan, San Juan            |
| Personal Bolívar    | Bolívar, Buenos Aires         |
| PSM Vóley           | Puerto San Martín, Santa Fe   |
| River Plate         | Ciudad de Buenos Aires        |
| UNTreF Vóley        | Tres de Febrero, Buenos Aires |
| UPCN Vóley          | San Juan, San Juan            |

## Modo de disputa
La copa está dividida en dos etapas, la primera fase, o fase clasificatoria, y la fase final.
Primera fase
Los participantes se dividen en grupos donde se enfrentan los unos a los otros en tres fines de semana. Los mejores equipos de cada grupo avanzan de fase junto con el mejor segundo.
Para determinar los mejores equipos se utiliza el mismo sistema que en la Liga A1, se los ordenará en una tabla de posiciones según sus resultados, donde se tienen en cuenta los resultados en los partidos de la siguiente manera:
- Por partido ganado en tres o cuatro sets se otorgan 3 puntos.
- Por partido empatado en cuatro sets se otorga 1 punto más un punto al ganador del quinto set.
- Por partido perdido no se otorgan puntos.

Segunda fase
Los cuatro equipos clasificados se emparejan en duelos eliminatorios, donde los ganadores de los mismos juegan la final, mientras que los perdedores el partido por el tercer puesto. Esta fase se juega en una misma sede. El ganador de la final se proclama campeón de la copa.

### Sedes
- Grupo 1: Estadio Aldo Cantoni, San Juan.
- Grupo 2: Estadio República de Venezuela, Bolívar.
- Grupo 3: Microestadio Lomas de Zamora, Lomas de Zamora.
- Finales: Polideportivo Roberto Pando, Buenos Aires.[2]

## Primera fase

### Grupo 1
| Pos. | Equipo           | Pts | Partidos | Partidos | Partidos | Sets | Sets | Tantos | Tantos |
| Pos. | Equipo           | Pts | PJ       | PG       | PP       | SG   | SP   | TG     | TP     |
| ---- | ---------------- | --- | -------- | -------- | -------- | ---- | ---- | ------ | ------ |
| 1.º  | Obras UDAP       | 6   | 2        | 2        | 0        | 6    | 1    | 178    | 163    |
| 2.º  | Gigantes del Sur | 3   | 2        | 1        | 1        | 4    | 3    | 172    | 169    |
| 3.º  | UPCN San Juan    | 0   | 2        | 0        | 2        | 0    | 6    | 132    | 150    |

|  |                            |
|  | Clasificado a semifinales. |

| 3 de noviembre, 22:00 | UPCN San Juan | 0 - 3                           | Gigantes del Sur | Estadio Aldo Cantoni, Ciudad de San Juan   |                                            |
|                       |               | ( 21-25, 23-25, 22-25 ) Reporte |                  | Árbitro(s): * Adolfo Keim * Héctor Mereles | Árbitro(s): * Adolfo Keim * Héctor Mereles |

| 4 de noviembre, 21:00 | Obras UDAP | 3 - 1                                 | Gigantes del Sur | Estadio Aldo Cantoni, Ciudad de San Juan     |                                              |
|                       |            | ( 25-20, 29-27, 22-25 27-25 ) Reporte |                  | Árbitro(s): * Fabián Concia * Gabriela López | Árbitro(s): * Fabián Concia * Gabriela López |

| 5 de noviembre, 22:00 | UPCN San Juan | 0 - 3                           | Obras UDAP | Estadio Aldo Cantoni, Ciudad de San Juan            |                                                     |
|                       |               | ( 21-25, 23-25, 22-25 ) Reporte |            | Árbitro(s): * Fernando Montivero * Jonatan Escudero | Árbitro(s): * Fernando Montivero * Jonatan Escudero |

### Grupo 2
| Pos. | Equipo              | Pts | Partidos | Partidos | Partidos | Sets | Sets | Tantos | Tantos |
| Pos. | Equipo              | Pts | PJ       | PG       | PP       | SG   | SP   | TG     | TP     |
| ---- | ------------------- | --- | -------- | -------- | -------- | ---- | ---- | ------ | ------ |
| 1.º  | Personal Bolívar    | 7   | 3        | 2        | 1        | 8    | 3    | 257    | 210    |
| 2.º  | Alianza Jesús María | 5   | 3        | 2        | 1        | 7    | 5    | 261    | 265    |
| 3.º  | UNTreF Vóley        | 3   | 3        | 1        | 2        | 4    | 7    | 255    | 265    |
| 4.º  | PSM Vóley           | 3   | 3        | 1        | 2        | 3    | 7    | 217    | 250    |

|  |                            |
|  | Clasificado a semifinales. |

| 3 de noviembre, 18:00 | Alianza Jesús María | 3 - 0                           | PSM Vóley | Estadio República de Venezuela, San Carlos de Bolívar |                                               |
|                       |                     | ( 25-19, 25-21, 25-20 ) Reporte |           | Árbitro(s): * José Luis Barrios * Pedro Pérez         | Árbitro(s): * José Luis Barrios * Pedro Pérez |

| 3 de noviembre, 21:00 | Personal Bolívar | 3 - 0                           | UNTreF Vóley | Estadio República de Venezuela, San Carlos de Bolívar |                                                  |
|                       |                  | ( 25-21, 25-15, 25-21 ) Reporte |              | Árbitro(s): * Sebastián Cagiao * Cristian Chunco      | Árbitro(s): * Sebastián Cagiao * Cristian Chunco |

| 4 de noviembre, 18:30 | UNTreF Vóley | 1 - 3                                 | PSM Vóley | Estadio República de Venezuela, San Carlos de Bolívar |                                             |
|                       |              | ( 25-19, 24-26, 28-30 23-25 ) Reporte |           | Árbitro(s): * Pedro Pérez * Cristian Chunco           | Árbitro(s): * Pedro Pérez * Cristian Chunco |

| 4 de noviembre, 21:30 | Personal Bolívar | 2 - 3                                        | Alianza Jesús María | Estadio República de Venezuela, San Carlos de Bolívar |                                                    |
|                       |                  | ( 20-25, 25-12, 25-17 22-25, 15-17 ) Reporte |                     | Árbitro(s): * José Luis Barrios * Sebastián Cagiao    | Árbitro(s): * José Luis Barrios * Sebastián Cagiao |

| 5 de noviembre, 18:30 | Alianza Jesús María | 1 - 3                                 | UNTreF Vóley | Estadio República de Venezuela, San Carlos de Bolívar |                                                  |
|                       |                     | ( 25-23, 21-25, 22-25 22-25 ) Reporte |              | Árbitro(s): * Cristian Chunco * Sebastián Cagiao      | Árbitro(s): * Cristian Chunco * Sebastián Cagiao |

| 5 de noviembre, 21:30 | Personal Bolívar | 3 - 0                           | PSM Vóley | Estadio República de Venezuela, San Carlos de Bolívar |                                               |
|                       |                  | ( 25-17, 25-23, 25-17 ) Reporte |           | Árbitro(s): * José Luis Barrios * Pedro Pérez         | Árbitro(s): * José Luis Barrios * Pedro Pérez |

### Grupo 3
| Pos. | Equipo          | Pts | Partidos | Partidos | Partidos | Sets | Sets | Tantos | Tantos |
| Pos. | Equipo          | Pts | PJ       | PG       | PP       | SG   | SP   | TG     | TP     |
| ---- | --------------- | --- | -------- | -------- | -------- | ---- | ---- | ------ | ------ |
| 1.º  | Lomas Vóley     | 7   | 3        | 2        | 1        | 8    | 4    | 275    | 237    |
| 2.º  | Ciudad Vóley    | 6   | 3        | 2        | 1        | 6    | 3    | 205    | 201    |
| 3.º  | Deportivo Morón | 5   | 3        | 2        | 1        | 6    | 5    | 256    | 250    |
| 4.º  | River Plate     | 0   | 3        | 0        | 3        | 1    | 9    | 202    | 250    |

|  |                            |
|  | Clasificado a semifinales. |

| 27 de octubre, 17:30 | Deportivo Morón | 0 - 3                           | Ciudad Vóley | Microestadio Lomas de Zamora, Lomas de Zamora |                                            |
|                      |                 | ( 23-25, 23-25, 21-25 ) Reporte |              | Árbitro(s): * Nicolás Casado * Karina René    | Árbitro(s): * Nicolás Casado * Karina René |

| 27 de octubre, 21:00 | Lomas Vóley | 3 - 1                                 | River Plate | Microestadio Lomas de Zamora, Lomas de Zamora |                                              |
|                      |             | ( 25-16, 21-25, 25-17 25-14 ) Reporte |             | Árbitro(s): * Luis Fuentes * Ricardo Cabrera  | Árbitro(s): * Luis Fuentes * Ricardo Cabrera |

| 28 de octubre, 18:00 | Ciudad Vóley | 3 - 0                           | River Plate | Microestadio Lomas de Zamora, Lomas de Zamora  |                                                |
|                      |              | ( 25-23, 25-19, 25-17 ) Reporte |             | Árbitro(s): * Ricardo Cabrera * Nicolás Casado | Árbitro(s): * Ricardo Cabrera * Nicolás Casado |

| 28 de octubre, 20:00 | Lomas Vóley | 2 - 3                                       | Deportivo Morón | Microestadio Lomas de Zamora, Lomas de Zamora |                                          |
|                      |             | ( 25-21, 25-22, 21-25 25-27, 8-15 ) Reporte |                 | Árbitro(s): * Karina René * Luis Fuentes      | Árbitro(s): * Karina René * Luis Fuentes |

| 29 de octubre, 17:00 | Deportivo Morón | 3 - 0                           | River Plate | Microestadio Lomas de Zamora, Lomas de Zamora |                                          |
|                      |                 | ( 29-27, 25-23, 25-21 ) Reporte |             | Árbitro(s): * Karina René * Luis Fuentes      | Árbitro(s): * Karina René * Luis Fuentes |

| 29 de octubre, 20:00 | Lomas Vóley | 3 - 0                           | Ciudad Vóley | Microestadio Lomas de Zamora, Lomas de Zamora  |                                                |
|                      |             | ( 25-17, 25-21, 25-17 ) Reporte |              | Árbitro(s): * Nicolás Casado * Ricardo Cabrera | Árbitro(s): * Nicolás Casado * Ricardo Cabrera |

## Segunda fase
|  | Semifinales         | Semifinales |             |                     | Final            | Final        |  |
|  |                     |             |             |                     |                  |              |  |
|  |                     |             |             |                     |                  |              |  |
|  | Obras UDAP          | 1           |             |                     |                  |              |  |
|  | Obras UDAP          | 1           |             |                     |                  |              |  |
|  | Alianza Jesús María | 3           |             |                     |                  |              |  |
|  | Alianza Jesús María | 3           |             | Alianza Jesús María | 0                |              |  |
|  |                     |             |             | Alianza Jesús María | 0                |              |  |
|  |                     |             | Lomas Vóley | 3                   |                  |              |  |
|  | Personal Bolívar    | 2           | Lomas Vóley | 3                   |                  |              |  |
|  | Personal Bolívar    | 2           |             |                     |                  |              |  |
|  | Lomas Vóley         | 3           |             |                     | Tercer lugar     | Tercer lugar |  |
|  | Lomas Vóley         | 3           |             |                     | Tercer lugar     | Tercer lugar |  |
|  |                     |             |             |                     |                  |              |  |
|  |                     |             |             |                     | Obras UDAP       | 3            |  |
|  |                     |             |             |                     | Obras UDAP       | 3            |  |
|  |                     |             |             |                     | Personal Bolívar | 1            |  |
|  |                     |             |             |                     | Personal Bolívar | 1            |  |
|  |                     |             |             |                     |                  |              |  |

Semifinales
| 20 de diciembre, 18:00 | Obras UDAP | 1 - 3                                  | Alianza Jesús María | Polideportivo Roberto Pando, Ciudad de Buenos Aires |                                                    |
|                        |            | ( 25-23, 21-25, 18-25, 24-26 ) Reporte |                     | Árbitro(s): * Hernán Casamiquela * Ricardo Cabrera  | Árbitro(s): * Hernán Casamiquela * Ricardo Cabrera |

| 20 de diciembre, 21:00 | Personal Bolívar | 2 - 3                                         | Lomas Vóley | Polideportivo Roberto Pando, Ciudad de Buenos Aires |                                                 |
|                        |                  | ( 25-18, 25-15, 23-25, 14-25, 13-15 ) Reporte |             | Árbitro(s): * Marcelo Pierobón * Nicolás Casado     | Árbitro(s): * Marcelo Pierobón * Nicolás Casado |
| TV: TyC Sports         |                  |                                               |             |                                                     |                                                 |

Tercer puesto
| 21 de diciembre, 18:00 | Obras UDAP | 3 - 1                                  | Personal Bolívar | Polideportivo Roberto Pando, Ciudad de Buenos Aires |                                                  |
|                        |            | ( 25-21, 23-25, 25-23, 25-23 ) Reporte |                  | Árbitro(s): * Ricardo Cabrera * Marcelo Pierobón    | Árbitro(s): * Ricardo Cabrera * Marcelo Pierobón |

Final
| 21 de diciembre, 21:00 | Alianza Jesús María | 0 - 3                           | Lomas Vóley | Polideportivo Roberto Pando, Ciudad de Buenos Aires |                                                   |
|                        |                     | ( 20-25, 23-25, 28-30 ) Reporte |             | Árbitro(s): * Nicolás Casado * Hernán Casamiquela   | Árbitro(s): * Nicolás Casado * Hernán Casamiquela |
| TV: TyC Sports         |                     |                                 |             |                                                     |                                                   |